# Williamsburg (Kansas)
Williamsburg è un comune degli Stati Uniti d'America, situato nello Stato del Kansas, nella contea di Franklin.